# لويز كارلوس فلوريس
لويز كارلوس فلوريس (بالبرتغالية: Luiz Carlos Flores‏) هو دراج برازيلي، ولد في 28 أكتوبر 1950.

## وصلات خارجية
- لويز كارلوس فلوريس على موقع أرشيف الدراجات (الإنجليزية)
- لويز كارلوس فلوريس على موقع إحصائيات الدراجات الإحترافية (الإنجليزية)
- لويز كارلوس فلوريس على موقع أوليمبيديا (الإنجليزية)